# Хуросонський район
Хураса́нська но́хія (тадж. Ноҳияи Хуросон) — адміністративна одиниця другого порядку в складі Хатлонського вілояту Таджикистану. Центр — смт Обікіїк, розташований за 37 км від Курган-Тюбе.

## Географія
Нохія розташована в долині річок Аксу та Карамандісу, простягається вузькою смугою з півночі на південь. На сході межує з Яванською та Джамійською, на півдні — з Бахтарською та Джилікульською нохіями Хатлонського вілояту, на півночі та заході — Рудакійською нохією НРП.

## Адміністративний поділ
Адміністративно нохія поділяється на 5 джамоатів та 1 смт (Обікіїк):
| Хурасанська нохія (2002) |           |                  |
| Джамоат                  | Населення | Центр            |
| Айнінський джамоат       | 14996     | кишлак Уяли      |
| Даханаїцький джамоат     | 7667      | кишлак Караманді |
| Кизилкаліцький джамоат   | 10303     | кишлак Кизилкала |
| Обікіїцький джамоат      | 11836     | смт Обікіїк      |
| Хілалський джамоат       | 10765     | кишлак Мехнат    |

## Історія
Нохія утворена на початку XX століття як Газималіцький район в складі Курган-Тюбинської області Таджицької РСР. Із здобуттям Таджикистаном незалежності район став називатись Газималіцькою нохією. 2003 року був перейменований в Хурасанську нохію.